# Eurypus kirbyi
Eurypus kirbyi es una especie de coleóptero de la familia Mycteridae.

## Distribución geográfica
Habita en Brasil.